# Lardal
Lardal is een voormalige gemeente in het dal het Lardal in de Noorse provincie Vestfold. De gemeente telde 2475 inwoners in januari 2017. Per 1 januari 2018 werd Lardal bij Larvik gevoegd.
Lardal grensde in het zuiden aan de oude gemeente Larvik, in het noorden aan Kongsberg en Hof, in het oosten aan Re en Andebu en in het westen aan Siljan. Het administratieve centrum ligt in Svarstad. Steinsholt behoort ook tot Lardal. Het hoogste punt is Vindfjell met circa 619 m. Door Lardal stroomt de rivier Lågen.
Er zijn diverse kerken in Lardal. Bezienswaardig is het Kjærra Fossepark.

## Personen uit Lardal
- Dag Terje Andersen (1957), politicus van de Arbeiderpartiet
- Per Eivind Hem (1963), historicus
- Bjørnar Teigen (1971), toneelspeler
- Einar Skaatan (1907 tot ?), dichter
- Jon Lech Johansen (1983)

Færder · Holmestrand · Horten · Larvik · Sandefjord · Tønsberg

Voormalige gemeente: Andebu · Hof · Lardal · Nøtterøy · Re · Sande · Stokke · Svelvik · Tjøme